# Johannisthaler Chaussee (metropolitana di Berlino)
La stazione di Johannisthaler Chaussee (Gropiusstadt) è una stazione della metropolitana di Berlino, sulla linea U7.

## Storia
La stazione, in origine denominata semplicemente "Johannisthaler Chaussee", fu progettata come parte del prolungamento della linea 7 dall'allora capolinea di Britz-Süd a Zwickauer Damm; tale tratta venne aperta all'esercizio il 2 gennaio 1970.
Dal 16 settembre 1972 assunse la nuova denominazione di "Johannisthaler Chaussee (Gropiusstadt)".

## Strutture e impianti
Il progetto architettonico della stazione fu elaborato da Rainer G. Rümmler con la collaborazione di Victor Seist e Gerhard Schneider.

## Interscambi
- Fermata autobus